# 2640 Халстром
2640 Халстром (енгл. 2640 Hallstrom) је астероид главног астероидног појаса чија средња удаљеност од Сунца износи 2,397 астрономских јединица (АЈ).
Апсолутна магнитуда астероида је 13,0.